# Refuge des Bouillouses
Le refuge des Bouillouses est un refuge gardé du Capcir situé dans les Pyrénées-Orientales en France, à 2 005 m d'altitude.

## Localisation
Le refuge a été bâti en rive gauche de la Têt et en contrebas du barrage qui a créé le lac artificiel des Bouillouses. Il est situé à la limite ouest de la commune des Angles en Capcir.
Le fleuve Aude prend sa source à moins de 2,5 km à vol d'oiseau, au nord-est du refuge.

## Histoire
Construit pour héberger les ouvriers qui travaillaient à la construction du barrage des Bouillouses entre 1903 et 1910, le bâtiment prend une vocation touristique dès 1920. Il est géré un temps par le Club alpin français à partir de 1991. Devenu propriété de la Communauté de communes Pyrénées catalanes, le refuge a été rénové et équipé de novembre  2018 à septembre 2022 à hauteur de 1,5 million d'euros et, après des appels à candidatures infructueux pour sa gestion, a rouvert en décembre 2022. C'est Christophe Milet qui devient, de nouveau, le gérant du refuge. 

## Caractéristiques
C'est un refuge gardé ouvert neuf mois, de décembre à avril et de mai à octobre qui offre depuis les travaux 46 places en chambre ou dortoir et 12 en hiver, période au cours de laquelle il est « semi gardé » dans la partie réservée aux randonneurs à ski.

## Accès
Constituant une étape sur le GR 10 et la Haute randonnée pyrénéenne, bien que desservi par la terminaison de la RD 60, son accès routier jusqu'au barrage est très réglementé notamment en été. Un parking de 600 places hors des limites du site naturel classé, constitue le départ du sentier pédestre.

## Ascensions
Le refuge est une base d'excursions, en randonnée pédestre et VTT de moyenne montagne, notamment vers les pic Carlit (2 921 m) à l'est et Peric (2 810 m) au nord, les sommets et étangs d'altitude proches comme les étangs du Carlit.

## Particularités
Ce n'est pas le seul dispositif d'hébergement autour du lac des Bouillouses[précision nécessaire].